# 张镜人
张镜人（1923年6月—2009年6月14日），名存鉴，男，汉族，上海人，中国中医学家，上海市第一人民医院主任医师、教授，首届国医大师，中国民主同盟中央委员会委员，第七、八届全国政协委员。
2009年6月14日，国医大师表彰大会前夕，在上海华东医院病逝，享年86岁。